# Ökenklockssläktet
Ökenklockssläktet (Cotyledon) är ett växtsläkte i familjen fetbladsväxter, med omkring 90 örter eller halvbuskar, huvudsakligen i Sydafrika, Medelhavsområdet och Mexiko. 
Bladen är köttiga, spridda eller samlade i rosett, blommorna röda eller gula. Flera arter är oumbärliga i trädgårdarna till åstadkommande av mosaikgrupper och till infattning.